# Рамон, Джоуи
Джоуи Рамон (англ. Joey Ramone), настоящее имя — Джеффри Росс Хайман (англ. Jeffrey Ross Hyman; 19 мая 1951 — 15 апреля 2001) — американский музыкант и автор песен, получивший свою известность благодаря участию в панк-рок группе Ramones. Имидж Джоуи Рамона, его голос и образ фронтмена сделали его иконой контркультуры.

## Ранняя жизнь
Джеффри Росс Хайман родился 19 мая 1951 года в Кeинсе, штат Нью-Йорк, в еврейской семье. Его родителями были Шарлотта (урожденная Манделл) и Ноэль Хайман. Он родился с паразитическим близнецом, растущим из спины, который был не полностью сформирован и удален хирургическим путем. Они жили в Форест-Хилс, где Хайман и остальные будущие участники группы Ramones ходили в школу. Несмотря на свою счастливую жизнь, Хайман был изгоем. В 18 лет ему был поставлен диагноз «Обсессивно-компульсивное расстройство». У него есть младший брат Микки Ли. Его мать развелась с её первым мужем, Ноэлем Хайманом, развод подавил Джоуи. Она вышла замуж во второй раз, но вскоре её второй муж погиб в автокатастрофе, пока она была на отдыхе.
Хайман был большим поклонником групп The Beatles, The Who, The Stooges, а также Дэвида Боуи. Его кумиром был Пит Таунсенд из группы The Who (с которым у него был день рождения в один и тот же день). Хайман начал играть на барабанах в 13 лет (мечтая стать вторым Китом Муном) и играл на них все его подростковые годы; помимо этого, увлекался живописью. Перед тем, как он присоединился к Ramones, Джоуи был певцом в группе, называвшейся Sniper.

## Sniper
В 1972 году Хайман присоединился к глэм-панк группе Sniper. Они играли в таких клубах, как Mercer Arts Center, Max’s Kansas City и Coventry, вместе с New York Dolls, Suicide и Queen Elizabeth III. Хайман играл в Sniper под именем Джефф Старшип. Как говорил его брат Микки Ли: «Я был шокирован, когда группа вышла на сцену. Джоуи был ведущим певцом, и я не мог поверить, что он настолько хорош. Он всегда сидел в моем доме, играл на моей гитаре, писал песни вроде „I Don’t Care“, а тут он внезапно оказался тем парнем на сцене, от которого ты не можешь отвести глаз». Он играл в Sniper до начала 1974 года, когда он был заменен Аланом Тёрнером.

## Ramones
В 1974 году Джеффри Хайман вместе со своими друзьями Джоном Каммингсом и Дугласом Колвином создали панк-рок группу Ramones, вследствие чего все трое придумали себе новые имена и поменяли свои фамилии на «Рамон». Каммингс стал Джонни Рамоном, Колвин — Ди Ди Рамоном, а Хайман стал Джоуи Рамоном. Происхождение фамилии Рамон связано с Полом Маккартни, который в ранние годы группы The Beatles (тогда ещё The Silver Beatles) выступал под псевдонимом Пол Рамон.
Поначалу Джоуи играл на ударных, а Ди Ди Рамон был вокалистом. Однако, Ди Ди не мог играть и петь одновременно, а также его голосовые связки начали с трудом выдерживать живые выступления, их менеджер Тамаш Эрдейи предложил Джоуи перейти на вокал. После серии неудачных прослушиваний в поисках нового барабанщика, Эрдейи сам сел за ударные, поменяв имя на Томми Рамон.
Ramones оказали сильное влияние на панк-рок движение в Соединенных Штатах, хотя они так и не достигли значительного коммерческого успеха. Единственной их записью, имевшей достаточное количество продаж в США и ставшей «золотой», был сборник Ramones Mania. Признание к группе пришло только спустя годы, и теперь они регулярно появляются в списках лучших музыкальных групп, таких как «50 лучших артистов всех времён» и «25 лучших живых альбомов всех времён» журнала «Rolling Stone» и «100 лучших хард-рок артистов телеканала» VH1. В 2002 году, по итогам голосования журнала Spin, Ramones было присуждено звание второй величайшей рок-группы, они уступили только The Beatles.
В 1990 году Джоуи завязывает с алкоголем и наркотиками и с воодушевлением работает над альбомом Mondo Bizarro, который впоследствии назовёт одним из любимых у Ramones.
В 1996 году, после последнего выступления на музыкальном фестивале Lollapalooza, группа распалась.

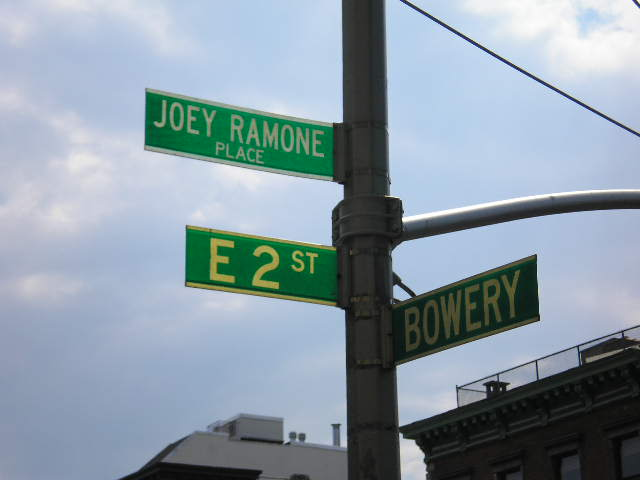
В честь него была названа площадь в Нью-Йорке

## Стиль пения
У Рамона был голос в диапазоне тенора. Стоит отметить, что он никогда не учился петь профессионально, хотя профессиональный вокал был обязательным условием для большинства рок-групп. Характерные треск, икота и рычание сделали его голос одним из самых узнаваемых панк-рок голосов. Его голос претерпевал изменения в течение всей его карьеры, постепенно отходя от изначального мелодичного стиля. Песни «Somebody Put Something in My Drink» и «Mama’s Boy» наглядно это показывают.

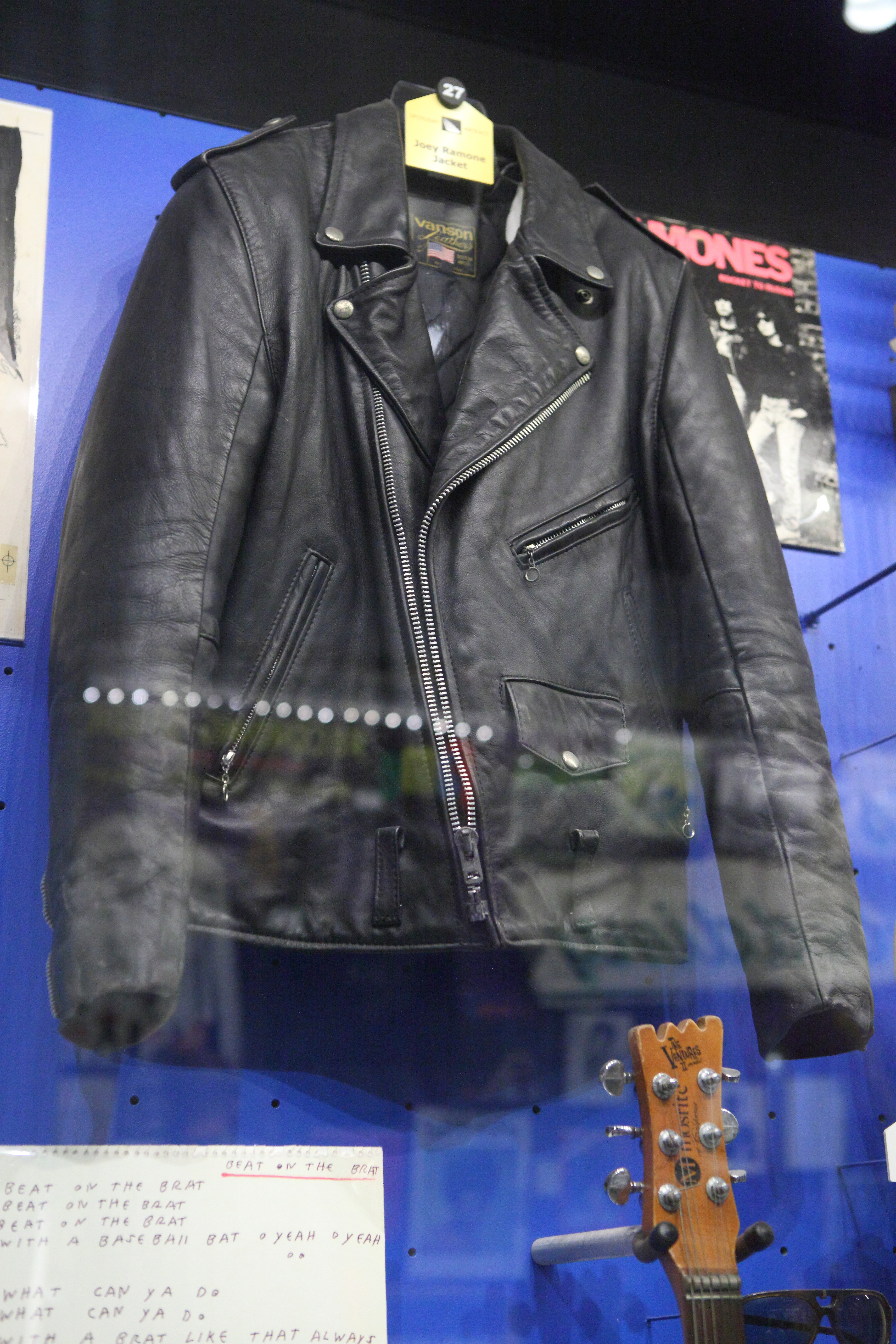
Зал славы рок-н-ролла

## Другие проекты
В 1985 году Рамон вступил в группу активистов музыкальной индустрии Artists United Against Apartheid, основанную Стивеном Ван Зандтом, которая выступала против курорта Sun City в Южной Африке. Рамон и 49 других музыкантов, включая Брюса Спрингстина, Кита Ричардса и Лу Рида, вместе записали песню «Sun City», в которой они обещали, что никогда не выступят на этом курорте.
В 1994 году Рамон исполнил песню «Punk Boy» в альбоме Хелен Лав «Love and Glitter, Hot Days and Music». Она же, в свою очередь, исполнила его песню «Mr. Punchy».
В октябре 1996 года Рамон был хедлайнером альтернативного рок-фестиваля «Rock The Reservation» в Аризоне. «Joey Ramone & the Resistance» (Дэниел Рэй на гитаре, Джон Коннор на бас-гитаре и Роджер Мурдок на барабанах) исполнили в первый раз песню Луи Армстронга «What a Wonderful World» в обработке Рамона, классические песни Ramones и любимые песни Джоуи.
Рамон вместе с Youth Gone Mad написал и записал песню «Meatball Sandwich». Незадолго до своей смерти он стал менеджером и продюсером панк-рок группы «The Independents».
Последней его записью как вокалиста был бэк-вокал на диске «One Nation Under» группы «Blackfire». Его голос звучит в песнях «What Do You See» и «Lying to Myself». Альбом выиграл в 2002 году номинацию «Лучший поп/рок альбом года» на «Native American Music Awards».
Рамон продюсировал альбом Ронни Спектор «She Talks To Rainbows» в 1999 году. Он получил признание критиков, но не был коммерчески успешен. Заглавный трек ранее присутствовал в альбоме Ramones «¡Adios Amigos!».

## Смерть
Джоуи Рамон умер в кругу семьи 15 апреля 2001 года от лимфомы в возрасте 49 лет. Болел он этим заболеванием в течение 7 лет. Похоронен спустя 2 дня на кладбище Хиллсайд в Нью-Джерси.
В последний час брат Джоуи, Мики, играл ему на гитаре песню группы U2 «In a Little While». U2 (вокалист Боно был поклонником и близким другом Рамона) в туре «Elevation» посвящала песню «In a Little While» памяти Джоуи.
В память Джоуи Рамона на сингле «Ich will» группы Rammstein была выпущена кавер-версия песни «Pet Sematary», исполненная вживую клавишником Кристианом «Флаке» Лоренцом с группой Clawfinger. Перед началом исполнения Флаке объявил, что посвящает песню «Джоуи Рамону, который скончался в дни минувшей Пасхи».